# مادام بوواری (فیلم ۱۹۳۷)
مادام بوواری (انگلیسی: Madame Bovary) فیلمی در ژانر درام تاریخی محصول آلمان و به کارگردانی گرهارد لامپرشت است که در سال ۱۹۳۷ منتشر شد. از بازیگران آن می‌توان به پولا نگری، فردیناند ماریان، و آنجلو فراری اشاره کرد.

## بازیگران
- پولا نگری
- آریبرت وشر
- فردیناند ماریان
- پاول بیلت
- اولگا لیمبورگ
- کارلا روست
- رودولف کلاین-روگه
- ادوارد فون وینترشتاین
- گئورگ اچ. اشنل
- آنجلو فراری